# 飯野矢住代
飯野 矢住代（いいの やすよ、1950年3月9日 - 1971年12月28日）は、日本のモデル、タレント、女優である。本名は飯野 裕代（読み同じ）。
1968年（昭和43年）のミス・ユニバース日本代表として知られるほか、ジャニーズ事務所として初めての女性タレントであったものの、21歳で死去した。なお、彼女はジャニーズ事務所出身のすべてのタレントの中で最初にこの世を去った人物である。

## 経歴・人物
東京都文京区駒込に生まれる。1960年、渋谷区円山町に移る。
1965年3月31日、渋谷区内の中学校を卒業する。苦しい家計を考えて高校には進学しなかった。「何でもやってみよう、ぶつかってみよう（本人による）」とファッションモデルのアルバイトや作詞に手を染める。
1966年7月1日にリリースされたザ・スパイダースの6枚目のシングル『サマー・ガール』のB面『なればいい』の作詞を担当（オリベゆり名義。作曲はかまやつひろし）。中村俊夫によると、「時代を先取りしたサイケデリック・ナンバーで、シュールな歌詞を提供した」。
1968年のミス・ユニバース・ジャパンは国際親善友好協会と全国7か所の民放局の主催で開催された。全国を七つの地区に分け、その地区の民放局が3人ずつ候補者を大阪の決勝に送る。1967年（昭和42年）に『ミス東京』のグランプリとなった飯野を関東地区大会の候補者としてTBS関係者が推薦してくれた。飯野にとって出場の動機は「その人の顔を潰すわけにはいかない」というそれだけのものだったが、結果的に関東地区の代表3人のうちの一人として決勝に進出。この時の肩書は渋谷区円山町の家事手伝い。
1968年（昭和43年）5月5日、大阪で行われた決勝で優勝、全国2800人の応募者の中から選ばれた日本代表となるが、当選時の挨拶で「私は二号さんの娘です」と切り出した。母は芸者出身の囲われ者だった。主催者は落胆し、日本代表の辞退も勧告したという。余談であるが、母が創価学会員であったことから池田大作会長からバターやチーズの入ったギフトボックスが届いている。
同年7月、母と二人でアメリカ合衆国フロリダ州・マイアミビーチで行われたミス・ユニバース1968世界大会に出場。日本大会主催者サイドの介添え人は一切なかったが、世界大会にはアメリカ占領下の沖縄からサチエ・カワミツもミス・オキナワとして出場していた。二人はブラジルのマーサ・バスコンセロス、ミスUSAのドロシー・アンステットらの強敵に阻まれ入賞は出来なかったものの、友好親善の役目を果たし、飯野は好感度部門の特別賞『ミス・アミティ』を受賞している。
帰国後は山口洋子（作詞家。後に直木賞作家）が経営していた銀座の高級クラブ『姫』のホステスになることを宣言し、物議を醸した。同時期、ジャニーズ事務所に所属。雑誌グラビアや、テレビドラマ『プレイガール』の第18話や、映画『やくざ刑罰史 私刑（リンチ）！』に出演した。飯野の相談相手だったという評論家の桜井秀薫は、2008年の週刊新潮の紙面で「男たちは〝ミス〟という肩書が大好きでしたから、山口洋子ママが彼女をスカウトした」と語る。ただし、『姫』ではよく欠勤する問題児だった。桜井秀薫によると、銀座で生きていくにはパトロンを付け着飾ることが必要だが、彼女はそれを嫌がった。何人もの男を取り替えるように交際し、結果的に金もなくなり着飾ることもできなくなった。そのあたりから転落が始まったのかもしれないと桜井は述べる。
1969年（昭和44年）12月、当時交際していたドラマーのジョニイ・レイズとの間に男児を儲けるが、男児は出産後間もなく死亡している。妊娠中『女性セブン』1969年11月19日号でジョニーと2人でヌードを披露した。 この妊娠を巡り、ジャニーズ事務所と対立、契約を打ち切られることとなった。『姫』も辞め、職を転々とした。
1970年 (昭和45年)1月、『姫』に復帰。ジョニーと離別した。
1971年（昭和46年）12月28日午後2時50分頃、幼馴染であり恋人の一人だった俳優の池田秀一のマンション（渋谷区笹塚）から煙が出ているのを出前帰りの蕎麦屋店員が発見、警察に通報した。ポリエチレン製の浴槽および新建材の浴室が焼けており、奥の部屋に倒れている飯野が発見された。病院に搬送されたが午後3時15分、死亡。
池田は仕事で外出しており、部屋には飯野一人だった。死因について、風呂を焚いている途中に寝込み、空焚きになっていることに気付かなかったらしく、塩素ガスに巻かれて中毒死とも一酸化炭素中毒とも報じられている。「クスリでもやっていたのではないか。破滅に向かって自分を追い込んでいってしまうところがあったと思います」という意見もある（週刊新潮の報道による）。

### ミス・ユニバース・ジャパン1968をめぐるスキャンダル
1968年（昭和43年）5月5日、戴冠直後のあいさつで「私は二号さんの娘です」と切り出した。これが問題視され、関係者は調査を開始した。それにより:
- 苗字のちがう父が北茨城市に住んでいる
- 母は円山町で置屋を経営、自身も芸者としてお座敷に出る。1947年から渋谷区で芸者として活動、1949年から鉱業の事業主だった矢住代の父の世話になる。文京区で15年間浴場や旅館を経営。
- 矢住代が9歳のとき父の事業が失敗し、母は文京区における商売を廃業して渋谷区に戻る。置屋の株を買い、自身も再びお座敷に出るようになる
- 矢住代本人の夜の遊びも相当盛んだった

などの事実が明らかになった。
また、矢住代の学歴が中卒である点も決勝の審査の際問題にはなった。しかし前年度のミス・ユニバース・ジャパンも中卒であるし、(母が芸者であるという)家庭環境で本人を測るのもタブーだ。それでも、国際親善友好協会のある幹部は矢住代の代表選出に最後まで反対した。1967年2月27日には原宿署管内で寸借詐欺を働いていたこと、また未成年でありながら新橋のバーで働いていたことも判明した。幹部がこれらの調査結果をTBSとABCに持っていったのは5月13日のことだ。ABCとしては矢住代を代表から外すつもりで、決勝上位5位以内の全員を調査して適任と思われる者に代わってもらえという意見すらあった。
翌5月14日、TBS幹部が大阪にやってくると風向きが変わる。TBSにとってミスコンなどお祭り騒ぎの一つに過ぎない、と出場者の身元など調査していなかった。また、ここで矢住代を降ろせば局内の誰かが責任を取らされる。ABCも結局はキー局のTBSに同調、国際親善友好協会も従うこととなる。これとは別に、矢住代本人が辞退してくれるよう仕向ける動きもあった。母の証言によると、5月半ばころ矢住代と二人で国際親善友好協会に呼ばれ、明示的ではなかったが代表の座をあきらめるよう言われた。
5月27日、渡航のための手続きはすべて済んだ。もはや止めるすべはない。週刊新潮に次のような発言が残っている:「我々としては、彼女がマイアミで入選でもしたら、また問題になるし、今度は国際的なことになってしまうので、それを一番恐れているんですよ。この上はすんなり落ちて、なるべくニュースにならんことですね」